# Karl Hopf
Karl Hopf (Hamm, Westfalia, 19 de febrero de 1832 - Wiesbaden, 23 de agosto de 1873) o Carl Hermann Friedrich Johann Hopf fue un historiador y experto en la Grecia medieval, tanto bizantina como latina.
Hopf se graduó en la Universidad de Bonn, donde recibió su doctorado en historia medieval griega. Trabajó como profesor y bibliotecario en la Universidad de Greifswald y en la Universidad de Königsberg. Frecuentemente visitaba los archivos medievales griegos e italianos buscando fuentes para sus trabajos.

## Trabajos
- (en inglés) List of works published by Karl Hopf, listed in catalogue of National library in Berlin